# Thermometervogel

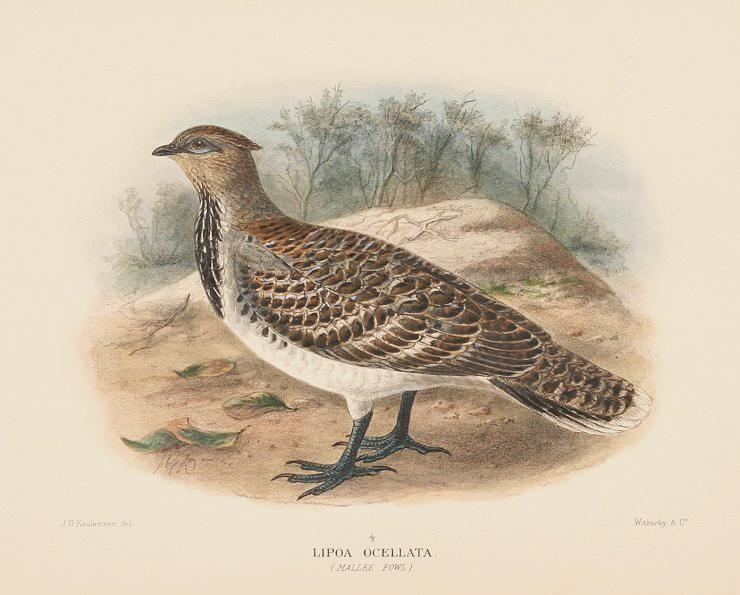
Thermometervogel, afbeelding gemaakt door John Gerrard Keulemans.

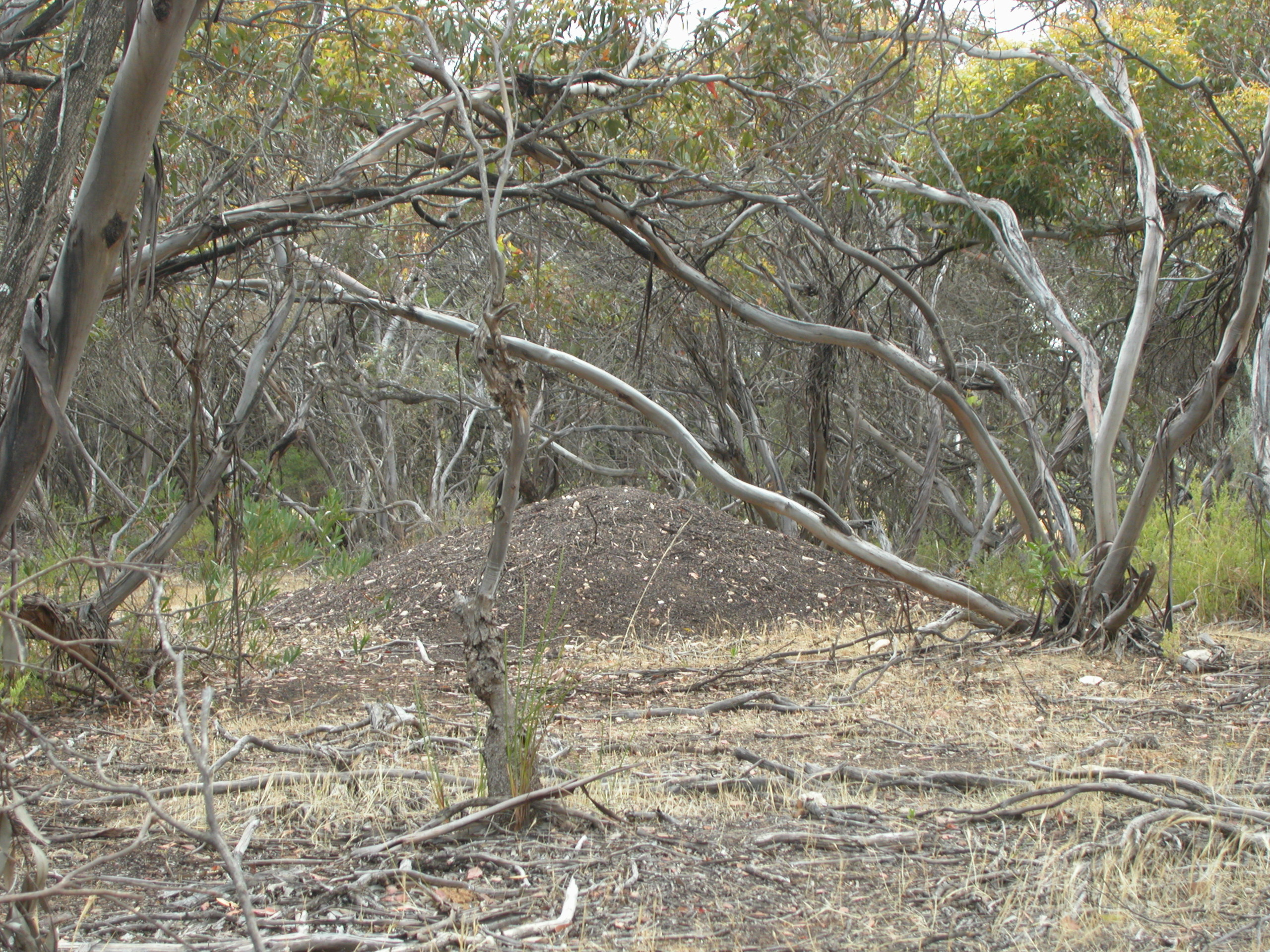
Nesthoop van een thermometervogel

Schematische weergave van de nesthoop van een thermometervogel

De thermometervogel (Leipoa ocellata) is een vogel die behoort tot de familie van de grootpoothoenders (Megapodiidae). Het is een kwetsbare, endemische vogelsoort in Australië.

## Kenmerken
De vogel is gemiddeld 60 cm lang; vrouwtjes wegen 1,52 tot 2,05 kg, mannetjes 2,0 tot 2,8 kg. Het is een opvallende vertegenwoordiger van de grootpoothoenders. De vogel is overwegend grijs en bruin gekleurd met zwarte markeringen op de keel en grote, kastanjebruine, druppelvormig vlekken van boven. Het vrouwtje is kleiner, maar ook doffer gekleurd. Het oog is bruin en de naakte huid rond het oog is blauwgrijs. De snavel is donker hoornkleurig bijna zwart en de poten zijn blauwgrijs tot zwartbruin.

## Verspreiding
De thermometervogel komt voor in droge struik- en bosgebieden van West- en Zuid-Australië die voornamelijk bestaan uit Eucalyptus en/of Acacia. Om te kunnen broeden is de thermometervogel afhankelijk van gebieden met een zandige grond en een ruime hoeveelheid bladafval. Het is een standvogel.

## Leefwijze
De thermometervogel is een omnivoor, die leeft van wat er in een bepaald gebied of een bepaald seizoen ruim voorhanden is. Tot zijn dieet behoren onder andere kruiden, zaden, bloemen, vruchten, paddenstoelen, knollen en ongewervelde dieren.

## Voortplanting
De vogel broedt niet zelf zijn eieren uit, maar verstopt deze in een broedhoop van bijeengeschraapte bladeren, bedekt met een dikke laag zand. De eieren blijven door het broeien van de composterende bladeren op temperatuur en komen na enige tijd zonder bemoeienis van de oudervogels uit. De thermometervogel kan met zijn snavel de temperatuur meten van de nesthoop, om zo te zorgen dat het nest precies op temperatuur blijft. In het nest kunnen in één seizoen wel dertig eieren worden gelegd, maar gemiddeld brengt een broedpaar per jaar zo'n acht tot tien kuikens voort. Het ei heeft een voor vogels ongewoon hoog gewicht, 10% van het gewicht van de hen.

## Status
De thermometervogel heeft een beperkt verspreidingsgebied en daardoor is de kans op uitsterven aanwezig. De grootte van de populatie werd in 2000 geschat op 150.000 individuen. Tussen 1990 en 2005 zijn de aantallen met ongeveer 75% afgenomen (8,8% per jaar). De leefgebieden worden lokaal ontbost en omgezet in agrarisch gebied, verder woeden er vaak natuurbranden en stijgt plaatselijk het zoutgehalte in de bodem, waardoor leefgebieden versnipperen. Daarnaast is er hoge predatie door de ingevoerde vos (Vulpes vulpes). Om deze redenen staat deze soort als kwetsbaar op de Rode Lijst van de IUCN.